# Jurgis Savickis

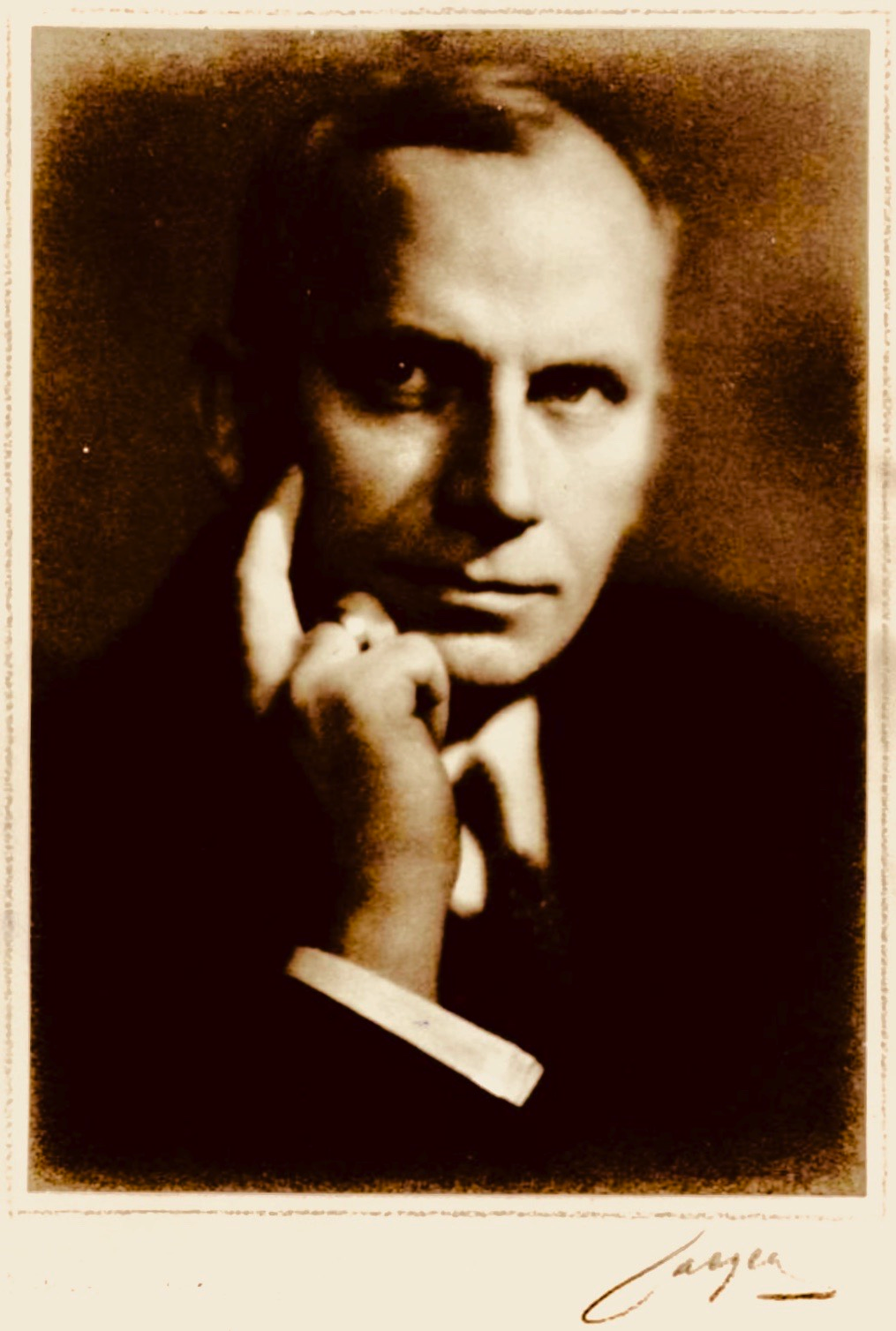
Jurgis Savickis, um 1929

Jurgis Savickis (* 4. Mai 1890 in Pagausantys bei Ariogala, Litauen; † 22. Dezember 1952) war ein litauischer Diplomat, Theaterdirektor und Autor. Als Botschafter war er für sein Land überwiegend in skandinavischen Staaten eingesetzt, aber auch in der Schweiz beim Völkerbund. Als Schriftsteller war er vom Modernismus bzw. dem Expressionismus geprägt.

## Familie und Ausbildung
Als Sohn einer Familie wohlhabender litauischer Landwirte finanzierte ihm sein Vater nach dem Besuch örtlicher Schulen in Ariogala und Kaunas ab 1902 das Gymnasium Nr. 6 in Moskau. Danach studierte er ab Herbst 1911 zunächst Agrarwesen in Sankt Petersburg, wechselte aber schon nach wenigen Monaten an die Jan Mateijko Akademie der Bildenden Künste nach Krakau, das zu dieser Zeit zu Österreich-Ungarn gehörte. Dort belegte er vom November 1913 bis zum Sommer 1914 Malerei. Seine Familie war mit diesem Wechsel der Fachrichtung nicht einverstanden und stellte die finanzielle Unterstützung seines Studiums ein. Unabhängig davon musste er sein Studium wegen des Ausbruchs des Ersten Weltkrieges abbrechen.
Er war mit der Zahnärztin Ida Trakiner-Savickienė (1894–1944) verheiratet, deren wohlhabende (jüdische) Familie in Sankt Petersburg ansässig war. Ihr Vater Leon Trakiner besaß dort eine Fabrik, die sich mit der Herstellung von Glaserzeugnissen befasste. Aus der Ehe gingen zwei Söhne hervor, Algirdas (1917–1943) und Augustinas (1919–2012). Beide wurden in der dänischen Hauptstadt Kopenhagen geboren. Seinem älteren Sohn ermöglichte Jurgis Savickis, von 1930 bis 1935 die Freie Schulgemeinde Wickersdorf zu besuchen, ein reformpädagogisches Landerziehungsheim im Thüringer Wald. 1935/36 wurde die Ehe geschieden. Beide Söhne besuchten Kunstschulen und studierten Malerei, der ältere Algirdas in der Schweiz auch Englisch, der jüngere Augustinas, Angehöriger der Jungkommunisten, ebenda auch Soziologie. Ida Trakiner-Savickienė beging Suizid, der älteste Sohn Algirdas wurde im Ghetto Kaunas erschossen.
Nach der Trennung von seiner Ehefrau wandte sich Savickis seiner dänischen Sekretärin zu, Inge Geisler, die er im Dezember 1936 heiratete. Sie adoptierten einen italienischen Jungen, trennten sich aber 1948, ohne sich offiziell scheiden zu lassen. In seinen letzten Lebensjahren lebte er mit einer Niederländerin zusammen, Maria Kock.

## Berufliche Entwicklung

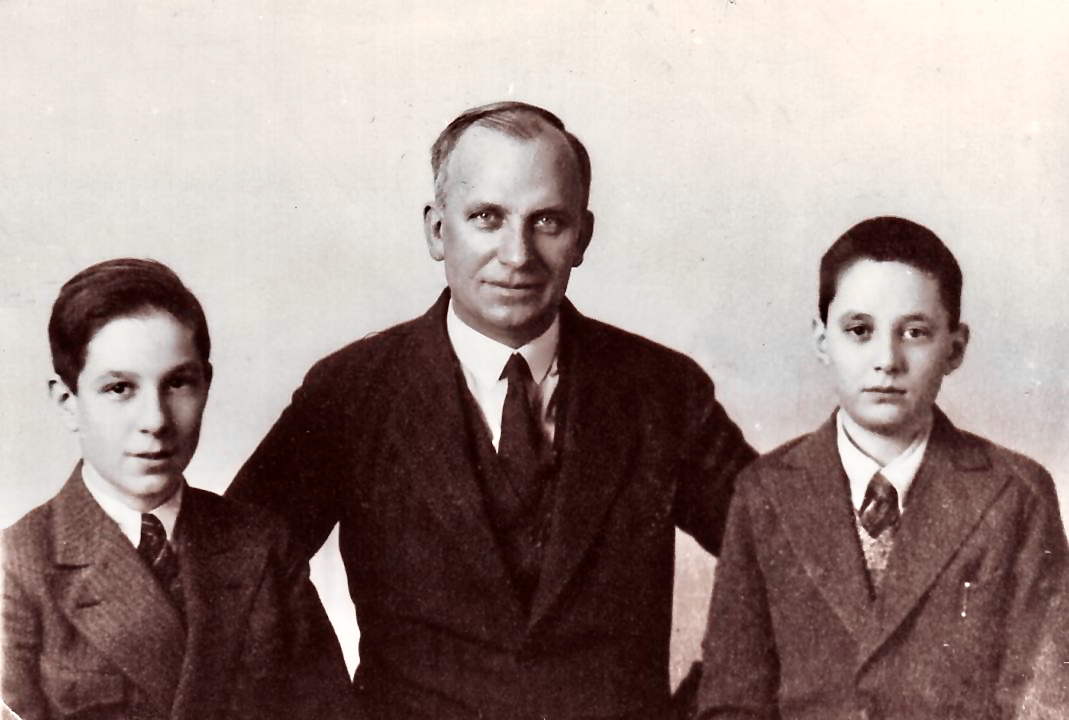
Jurgis Savickis (Mitte) mit seinen Söhnen Algirdas (links) und Augustinas (rechts), um 1929

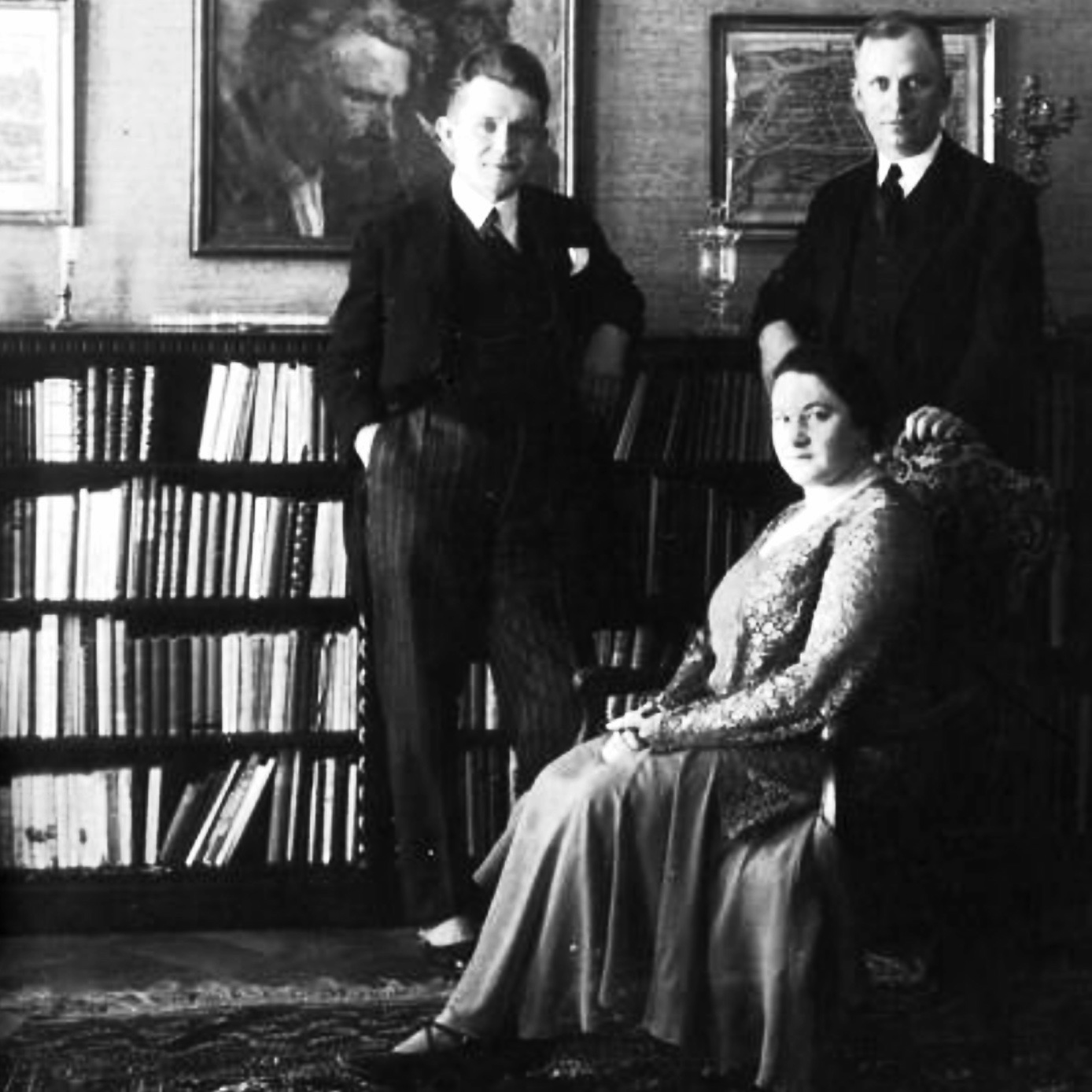
Von links: Valentinas Gustainis (1896–1971), Ida Trakiner-Savickienė und ihr Ehemann Jurgis Savickis, um 1932

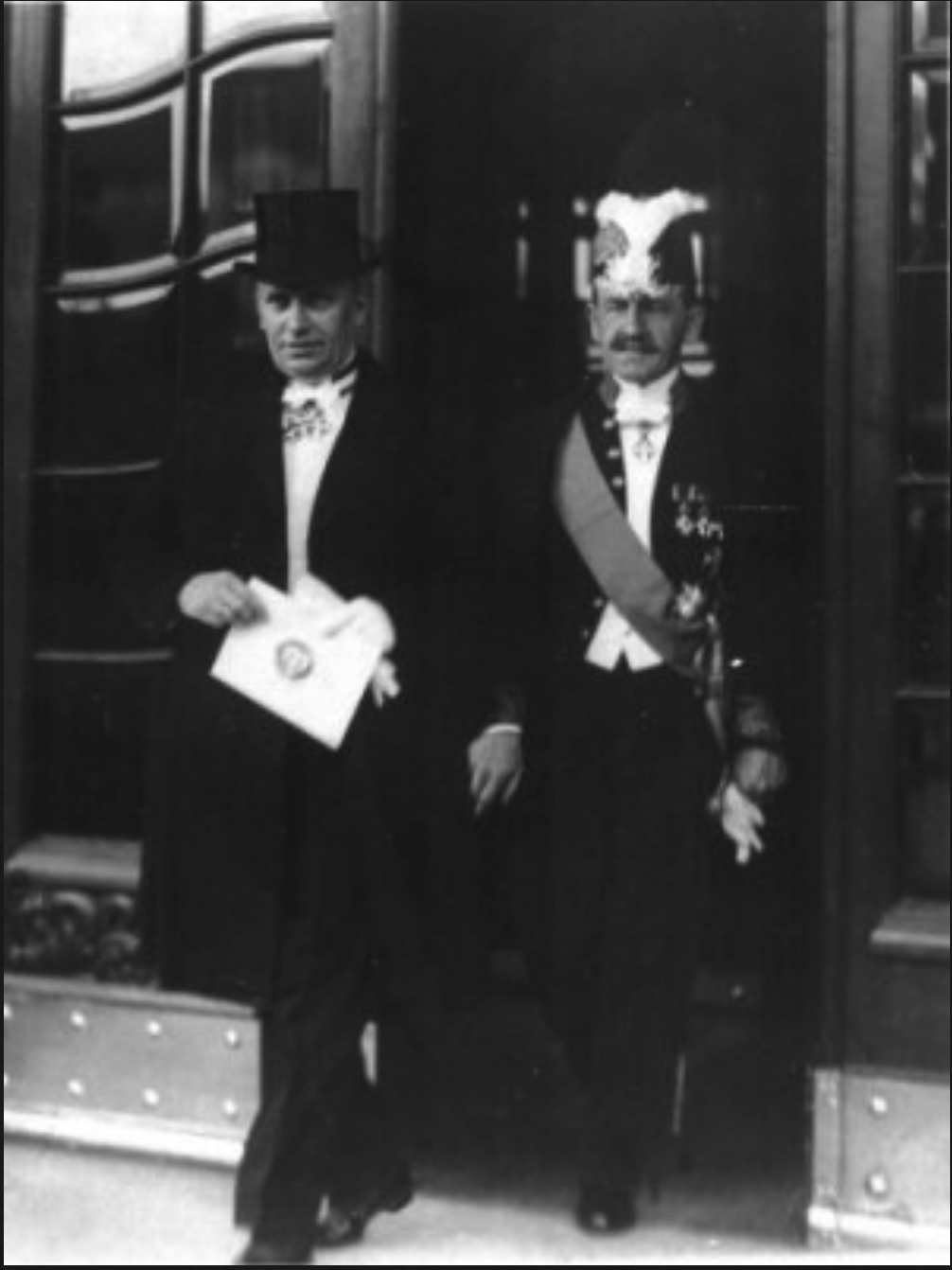
Jurgis Savickis (links) als litauischer Gesandter in Dänemark, 1931

Jurgis Savickis kehrte zunächst nach Hause zurück. Im Herbst 1915 wechselte er nach Sankt Petersburg. Von dort wurde er als Delegierter einer litauischen Hilfsorganisation für Kriegsversehrte nach Kopenhagen ins neutrale Dänemark entsandt, um sich von dort aus für litauische Kriegsgefangene einzusetzen, die im Deutschen Reich interniert worden waren. Dort veröffentlichte er auch Artikel über die litauischen Bestrebungen nach Unabhängigkeit in dänischen Zeitungen und publizierte Bücher und Postkarten in diesem Kontext. Im Oktober 1917 nahm er an der Litauischen Konferenz in Stockholm teil, die den provisorischen Litauischen Staatsrat als legitime Repräsentanz Litauens anerkannte.
Durch diese Tätigkeit bedingt, wurde er nach Kriegsende ab 1. Januar 1919 vom neu eingerichteten Außenministerium seines Landes als dessen offizieller diplomatischer Vertreter in Dänemark akkreditiert, wo er bis zum 20. Januar 1922 wirkte. Danach war er als Geschäftsträger in Dänemark, Norwegen und Schweden akkreditiert. Als die litauische Vertretung im Dezember 1923 aufgrund schwieriger Finanzlage schließen musste, wurde Savickis von 1923 bis 1927 im finnischen Helsinki akkreditiert. Nach dem litauischen Staatsstreich vom Dezember 1926 definierte der neue Außenminister die Interessen seines Landes neu und vernachlässigte in der Folge die Beziehungen mit Skandinavien zugunsten der wesentlichen europäischen Mächte. Die finnische Repräsentanz wurde daher per 1. Juli 1927 geschlossen.
Im September 1927 bis Ende 1929 war er in Kaunas Direktor der Rechts- und Verwaltungsabteilung des Außenministeriums, aber auch Direktor des dortigen Staatstheaters, des größten Theaters des Landes. Ab 1. Januar 1930 war er wieder im diplomatischen Dienst tätig. Als Gesandter in Dänemark, Norwegen und Schweden vertrat er bis 1937 sein Land mit Sitz in Stockholm, wo erneut eine litauische Legation eingerichtet worden war. Dabei konzentrierte er sich auf den Kulturaustausch, zumal Skandinavien wenig Interesse an politischen und wirtschaftlichen Kontakten mit Litauen zeigte. Er publizierte Werke über litauische Kunst in schwedischer (1931) und französischer Sprache (1934) und veröffentlichte 1940 eine Sammlung litauischer Kurzgeschichten in schwedischer Sprache. Mit dem Auto reiste er durch Europa und durch Nordafrika, worüber er drei Reisebücher verfasste, keine Reiseführer, sondern eine Beschreibung seiner Eindrücke, Gedanken und Anekdoten. 1935 begann er im südfranzösischen Roquebrune-Cap-Martin nahe Monaco mit dem Bau einer Villa, die er in Anlehnung an seine Heimat Ariogala nannte und mit Werken litauischer Künstler ausstattete.
Ende 1937 wurde er im lettischen Riga akkreditiert, wo er weniger als ein Jahr tätig war. Dann zog er nach Genf in die Schweiz, um dort von 1938 bis 1940 als Botschafter Litauen beim Völkerbund zu vertreten. Während seiner Amtszeit nötigte der deutsche Reichsaußenminister Joachim von Ribbentrop mit einem Ultimatum an Litauen, das er seinem litauischen Amtskollegen Juozas Urbšys (1896–1991) im März 1939 mündlich übermittelte, die Abtretung der Region um Klaipėda ab, das Memelland. Ende 1939 übernahm Savickis’ Kollege Jurgis Šaulys die schweizerische Legation, während Savickis eine Stellung in der Propagandaabteilung des litauischen Außenministeriums angeboten wurde, die er jedoch ablehnte. Dadurch war er während der Okkupation Litauens durch die Rote Armee im Juni 1940 nicht in seiner Heimat, sondern auf seinem südfranzösischen Anwesen. Dort wurde er beispielsweise von litauischen Diplomaten wie Stasys Antanas Bačkis, Petras Klimas oder Edvardas Turauskas (1896–1966) besucht, aber auch von Autor Jonas Aistis. Sein Einkommen bestritt er teils durch Landwirtschaft auf seinem Anwesen und widmete sich seinem literarischen Werk.
Er starb im Alter von 62 Jahren.

## Werke
- Lysskær. En samling politiske og økonomiske afhandlinger om Litauen. Egmont H. Petersens Kgl. Hof-Bogtrykkeri, Kopenhagen 1919. OCLC 463610267
- mit Georg Brandes: En rejse gennem Litauen (A Journey Through Lithuania). Jespersen, Kopenhagen 1919. OCLC 464268256
- Šventadienio sonetai (The Sonnets of Holy Days). Berlin 1922. OCLC 871579628
- Atostogos (Vacations, 1928)
- Ties aukštu sostu (By the High Throne). Kaunas 1928. OCLC 7722012
- Truputis Afrikos (A Little bit of Africa). Malmö 1934. OCLC 63629853
- Kelionės (Travels, 1938)
- Raudoni batukai (The Red Shoes), Brooklyn, New York City 1951. OCLC 13568319
- Šventoji Lietuva (Holy Lithuania). Tremtis, Memmingen 1952. OCLC 834696203
- Žemė dega (Earth on Fire). Terra, Chicago 1956. OCLC 923568395

## Videos
- Jurgis Savickis mit seiner zweiten Ehefrau Inge Geisler, 1939 (1:06 Min.) In: YouTube, auf: youtube.com (in litauischer Sprache)
- Jurgis Savickis auf seinem südfranzösischen Anwesen, undatiert, vermutlich 1940er Jahre (14:30 Min.) In: YouTube, auf: youtube.com  (in litauischer Sprache)

## Ausstellung
- Aus Anlass des 100. Geburtstages von Algirdas Savickis fand in der litauischen Hauptstadt Vilnius im Vilna Gaon State Jewish Museum vom 13. Februar bis 21. Mai 2017 eine Gemäldeausstellung statt. In deren Verlauf wurden Werke von Jurgis Savickis, seiner Söhne Algirdas und Augustinas sowie seines Enkels Raimondas Savickas und seine Urenkelin Ramunė Savikaitė-Meškėlienė gezeigt.[14]